# Глаза мумии Ма
«Глаза Мумии Ма» (англ. The Eyes of the Mummy, The Eyes of the Mummy Ma, нем. Die Augen der Mumie Ma) — немецкий немой фильм Эрнста Любича, снятый в 1918 году. Звезды фильма: Пола Негри в роли Ma, Эмиль Яннингс в роли Раду и Гарри Лидтке в роли Венланда.

## Сюжет
Молодой художник Альберт Вендланд приезжает в Египет. В отеле, где он остановился, он слышит о проклятой гробнице королевы Ма. Заинтересовавшись, Альберт отправляется в одиночку в экспедицию, чтобы исследовать гробницу. На месте он встречает отшельника Раду, который приводит его к таинственному барельефу, глаза которого внезапно оживают. Оказывается, глаза принадлежат красивой рабыне Ма, запертой в гробнице. Художник обнаруживает, что Раду — гнусный гипнотизер, который заключил её в темницу. Влюбленный художник одолевает Раду, спасает Ма и берет её с собой в Европу. Однако Раду следует за ними …

## В ролях
- Пола Негри — Ма
- Эмиль Яннингс — Араб Раду
- Гарри Лидтке — Художник Альберт Вендланд
- Макс Лоренс — герцог Гогенфельс
- Маргарете Купфер

## Факты
Фильм был восстановлен, переведен в цифровой формат и впервые показан в этом формате 6 октября 2002 года.
В России, при поддержке Союза Кино-композиторов Германии, дважды сочинялись новые версии саундтрека для озвучивания фильма вживую. В 90-е годы этим занималась пермская группа «ДОМ». В 2014 году саундтрек к фильму написала инструментальная пермская команда «Rained» — в рамках мастерской музыкального фестиваля «Rock-Line» «Rock-Line.lab: Музыка в кино», при поддержке председателя Союза кинокомпозиторов Германии Микки Мойзера и председателя Российского союза кинокомпозиторов Александра Пантыкина (группа Урфин Джюс). В 2014 и 2015 годах фильм четырежды был представлен общественности с живой озвучкой, в том числе на большой сцене международного фестиваля «Rock-Line 2015». Также в подобном мероприятии был задействован другой фильм Эрнста Любича «Принцесса устриц», написанием музыки к которому занималась группа SoulTrane из Краснокамска.